# Chiesa di Santa Maria Maddalena de' Pazzi (Napoli)

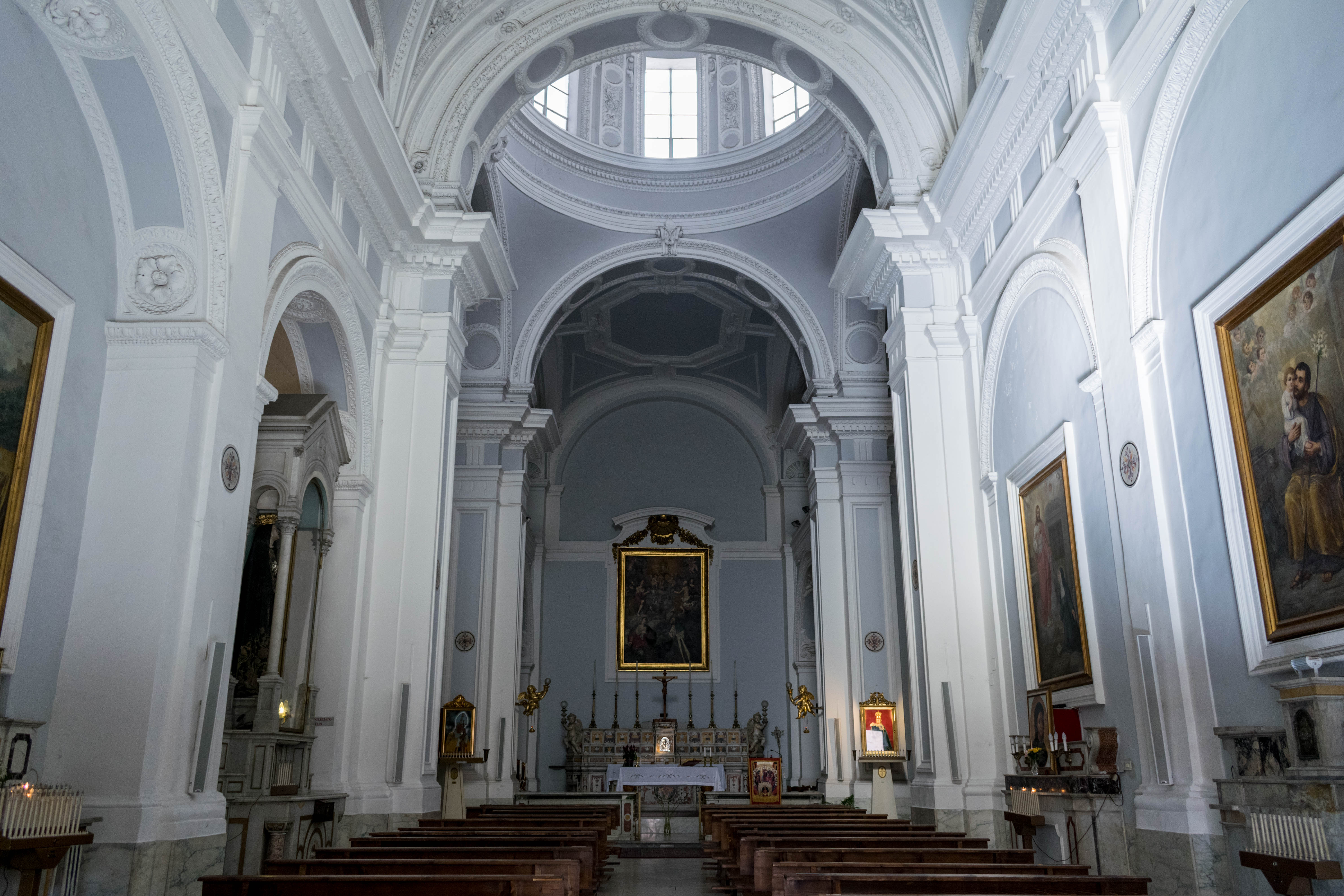
Interno

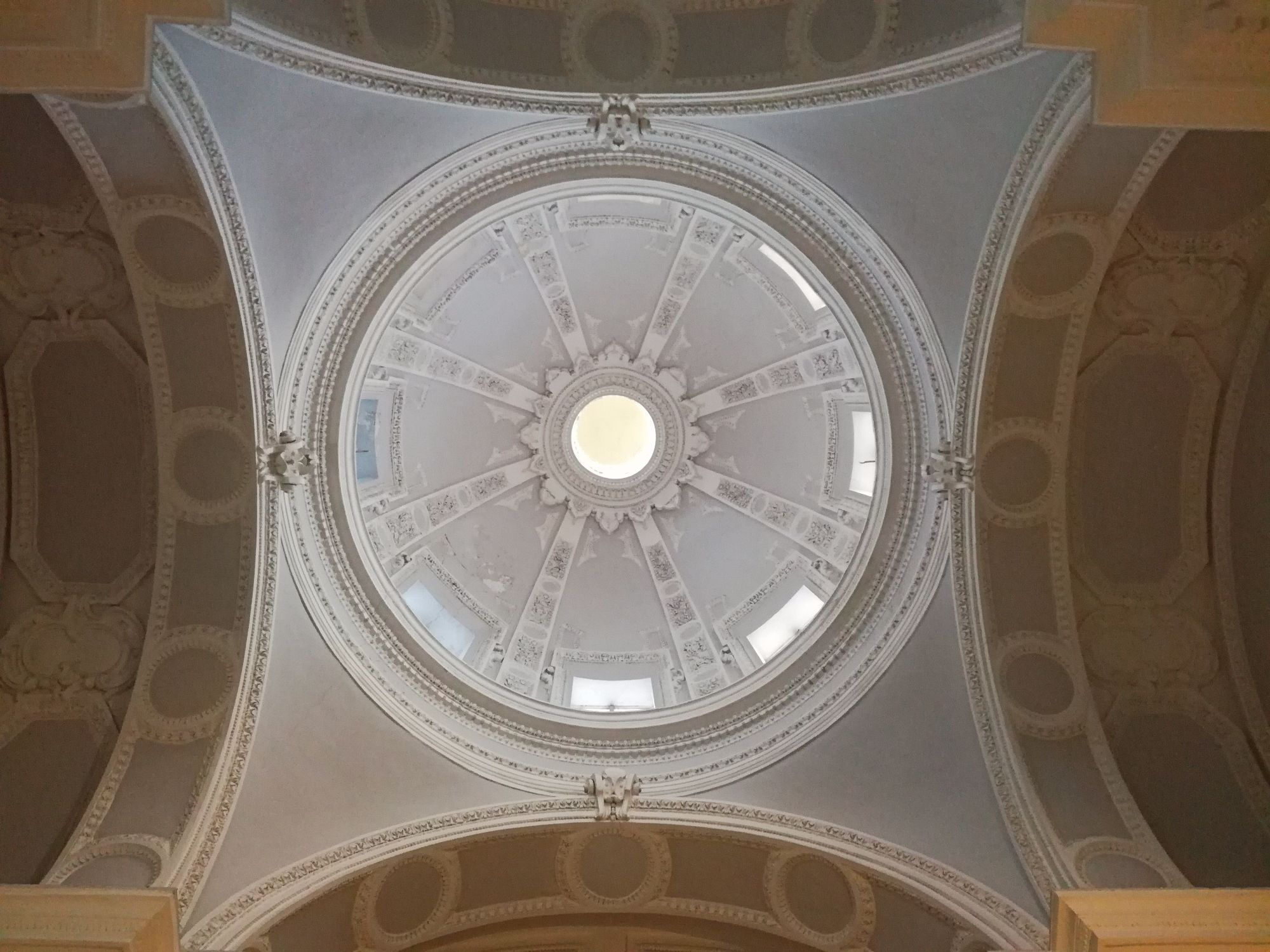
Cupola

La chiesa di Santa Maria Maddalena de' Pazzi è un luogo di culto cattolico della città di Napoli, ubicato in via Salvator Rosa.
L'odierna struttura religiosa è stata fondata, assieme all'annesso convento, nella prima metà del XVII secolo al fine di ospitare delle monache carmelitane provenienti dalla Santa Croce di Lucca, tra cui suor Angelica Gambacorta, suor Anna D’Aponte e suor Giovanna Cangiano. Sotto la guida di Camilla Antinori (+1641), poi suor Paola Maria, dopo un periodo in una sede poi lasciata (1630) presso S. Monica, nel 1637, si aprì il nuovo monastero claustrale, dedicato a S. Teresa del SS. Sacramento. Nel 1665, la comunità conobbe una grave crisi finanziaria che fu risollevata da un’ampia donazione (di oltre 75.000 ducati) da parte di un ricco mercante originario di Anversa, Gaspare Roomer  la cui figlia, suor Maria Maddalena, era in monastero. Legato al culto di santa Maria Maddalena de' Pazzi, riuscì a farlo intitolare a S. Maria Maddalena de' Pazzi del SS. Sacramento. In questa fondazione visse Teresa Maria de’ Liguori (1703-1724)  parente di S. Alfonso Maria de' Liguori.
La chiesa monastica venne edificata su progetto di Onofrio Tango, ma fu Giovanni Sparanno a provvedere alla costruzione vera e propria. Nel XVIII secolo Mario Gioffredo provvedette a ridimensionare il monastero. In seguito gli impianti seicenteschi vennero ulteriormente sminuiti da Pompeo Schiantarelli e Giuseppe Astarita.
L'interno è a navata unica a croce greca. Giuseppe Sigismondo nella sua guida del 1789 parlò di chiesa "tutta dipinta a fresco da parte del cavalier Benasca" e rilevò anche la presenza di tele di Luca Giordano sull'altare maggiore e sui laterali, tutti lavori oggi non più esistenti. Infatti sopra l'altare maggiore allo stato attuale vi è una pregevole opera di Paolo Finoglio che raffigura la vicenda in cui santa Maria Maddalena e santa Maria Maddalena de' Pazzi adorano l'ostensorio sorretto da angeli; mentre i laterali sono invece sormontanti da quadri firmati da Davide Forte e Carlo Passarelli, risalenti agli anni '20 e 30 del XX secolo.
Altro importante tesoro della chiesa è nella facciata: si tratta di un portale barocco in piperno, originariamente decorato con ori ed affreschi.